# Weald-Artoisanticline

Geologische kaart van zuidwest Engeland en de regio rond Het Kanaal, waarop de Weald-Artoisanticline in zijn regionale context te zien is.

De Weald-Artoisanticline is een anticline, een geologische structuur die van de Weald (een gebied in het zuidoosten van Engeland) tot Artesië (Artois) (een gebied in het noorden van Frankrijk) loopt. De anticline werd tijdens de Alpiene orogenese gevormd, van het late Oligoceen tot het midden van het Mioceen (ongeveer tussen 28 en 12 miljoen jaar geleden).
Zoals altijd bij anticlines het geval, komen dichter bij de kern oudere gesteentelagen aan het oppervlak. In Engeland zijn dit vooral gesteenten van het Onder-Krijt (Wealden-groep), met name in Artois komen nog oudere Boven-Jurassische gesteenten aan het oppervlak. In Engeland wordt het Jura vertegenwoordigd door lokale dagzomen van de Purbeck-formatie. De flanken worden gevormd door gesteentelagen uit de Krijtkalk Groep, die kliffen vormen aan weerszijden van Het Kanaal, waarvan de kliffen van Dover een bekend voorbeeld zijn. Het Kanaal is geologisch gezien een zeer recent verschijnsel, deze zeestraat ontstond voor het eerst rond 425.000 jaar geleden en is daarna herhaalde malen drooggevallen. Geologische structuren lopen in de ondergrond van Het Kanaal gewoon door tussen Engeland en Frankrijk.